# Dziekanstwo
Dziekanstwo (polnisch Dziekaństwo, schlesisch Dźykaństwo) ist eine Ortschaft in Oberschlesien. Das Dorf liegt in der Gemeinde Comprachtschütz (Komprachcice ) im Powiat Opolski der Woiwodschaft Opole (Oppeln) in Polen.

## Geographie

### Geographische Lage
Das Straßendorf Dziekanstwo liegt zwei Kilometer nordöstlich vom Gemeindesitz Comprachtschütz und acht Kilometer südwestlich von der Kreisstadt und Woiwodschaftshauptstadt Opole (Oppeln). Dziekanstwo liegt in der Nizina Śląska (Schlesischen Tiefebene) innerhalb der Równina Opolska (Oppelner Ebene). Durch den Ort fließt der Bach Prószkowski Potok. Östlich des Ortes fließt der Bach Olszanka.

### Nachbargemeinden
Nachbarorte von Dziekanstwo sind im Norden Chmiellowitz (Chmielowice), im Osten Winau (Winów), im Süden Dometzko (Domecko ) und im Westen Rothhaus (Osiny) und Comprachtschütz (Komprachcice).

## Geschichte

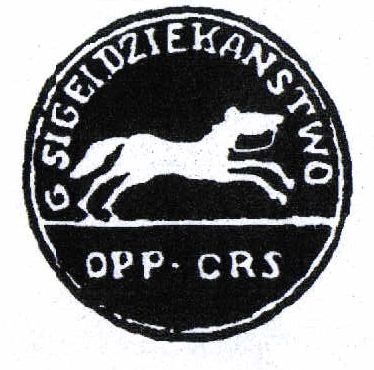
Alter Siegel von Dziekanstwo

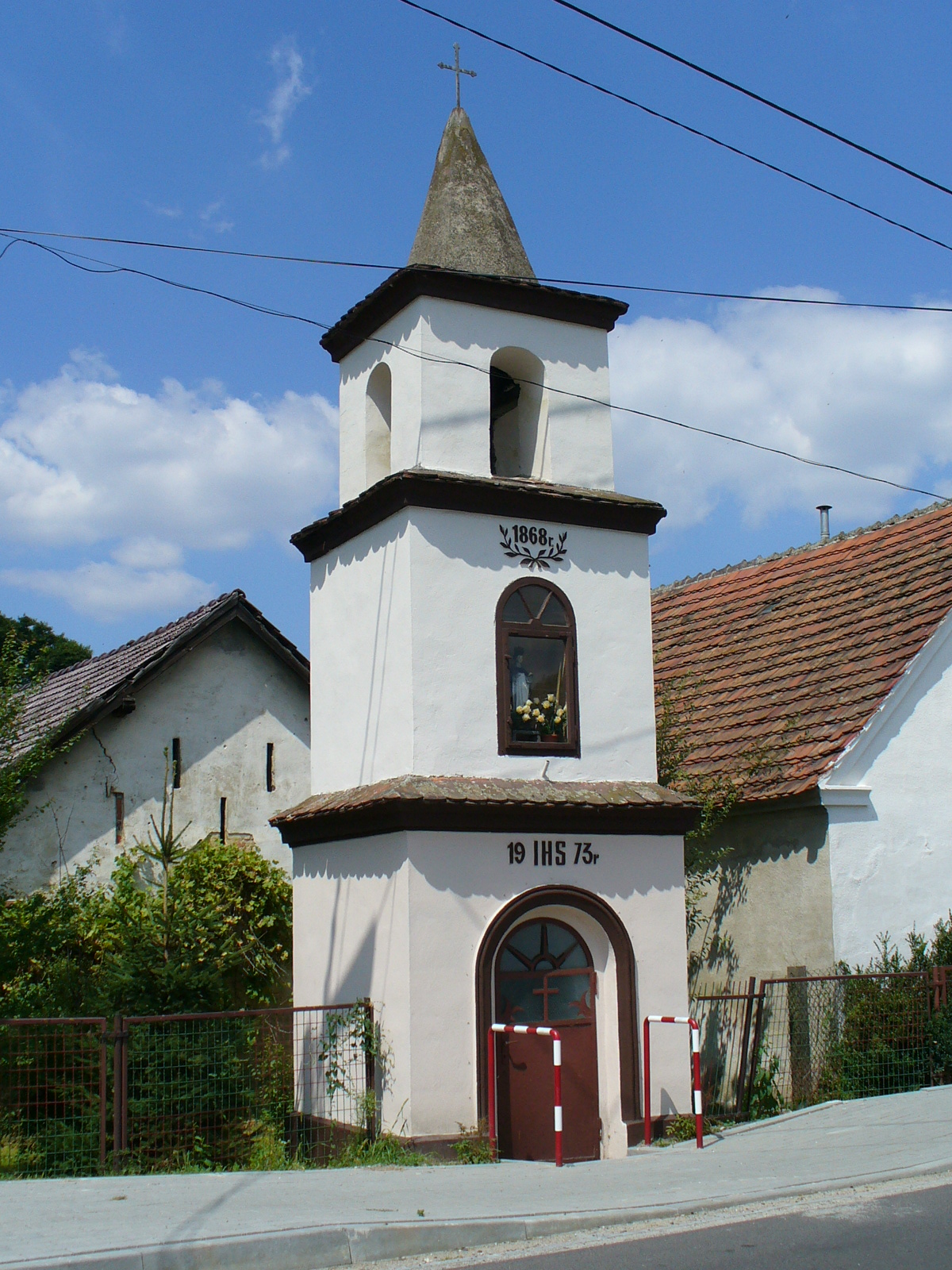
Kapelle aus dem Jahr 1868

Der Name des Dorfes leitet sich vom polnischen Begriff dziekan (dt. Dekan) ab, womit die Zugehörigkeit des Dorfes zum Dekanat der Kathedrale von Opole beschrieben wird. Der Ort wurde erstmals um 1531 urkundlich im Zusammenhang mit einer dort tätigen Mühle erwähnt. Weitere Male wird das Dorf 1568 als Dikanowitz und 1654 als Dziehanowice erwähnt. 
Nach dem Ersten Schlesischen Krieg 1742 fiel Dziekanstwo mit dem größten Teil Schlesiens an Preußen.
Um 1810 kauften Bauern dort Land und teilten es unter sich auf. Nach der Neuorganisation der Provinz Schlesien gehörte die Landgemeinde Dziekanstwo ab 1816 zum Landkreis Oppeln im Regierungsbezirk Oppeln. Im Jahr 1845 bestanden im Ort 19 Häuser mit 139 Einwohnern und eine Wassermühle. 1861 zählte der Ort 154 Einwohner. 1865 zählte der Ort einen Bauern, drei Halbbauern, acht Gärtner, fünf Ackerhäusler und zwei Angerhäusler 50 Häusler. Eingeschult waren die Schüler nach Chmiellowitz. Die Wassermühle des Dorfes wurde bis ins 19. Jahrhundert betrieben. 1874 wurde der Amtsbezirk Chmiellowitz gegründet, welcher aus den Landgemeinden  Chmiellowitz, Dziekanstwo, Rothhaus und Zirkowitz und dem Gutsbezirk Chmiellowitz bestand.
Bei der Volksabstimmung in Oberschlesien am 20. März 1921 stimmten 52 Wahlberechtigte für einen Verbleib bei Deutschland und 51 für Polen. Dziekanstwo verblieb beim Deutschen Reich. 1933 lebten im Ort 231 Einwohner. Am 28. April 1936 wurde der Ort in Dechantsdorf umbenannt. 1939 hatte der Ort 242 oder 244 Einwohner. Bis 1945 befand sich der Ort im Landkreis Oppeln.
1945 kam der bisher deutsche Ort unter polnische Verwaltung, mit dem Abschluss des Zwei-plus-Vier-Vertrages dann endgültig an Polen. Er wurde in Dziekaństwo umbenannt und der Woiwodschaft Schlesien angeschlossen. 1950 kam der Ort zur Woiwodschaft Opole. 1999 kam der Ort zum wiedergegründeten Powiat Opolski. Am 4. Juni 2009 wurde in der Gemeinde Comprachtschütz, der Dziekanstwo angehört, Deutsch als zweite Amtssprache eingeführt und am 1. Dezember 2009 erhielt der Ort zusätzlich den amtlichen deutschen Ortsnamen Dziekanstwo.

## Sehenswürdigkeiten
- Im Dorf befindet sich eine Kapelle aus dem Jahr 1868 mit Glockenturm, in der sich einige Bildnisse aus dem späten 19. und frühen 20. Jahrhundert befinden.
- Steinernes Wegekreuz

## Vereine
- Deutscher Freundschaftskreis